# Jean Gabaret

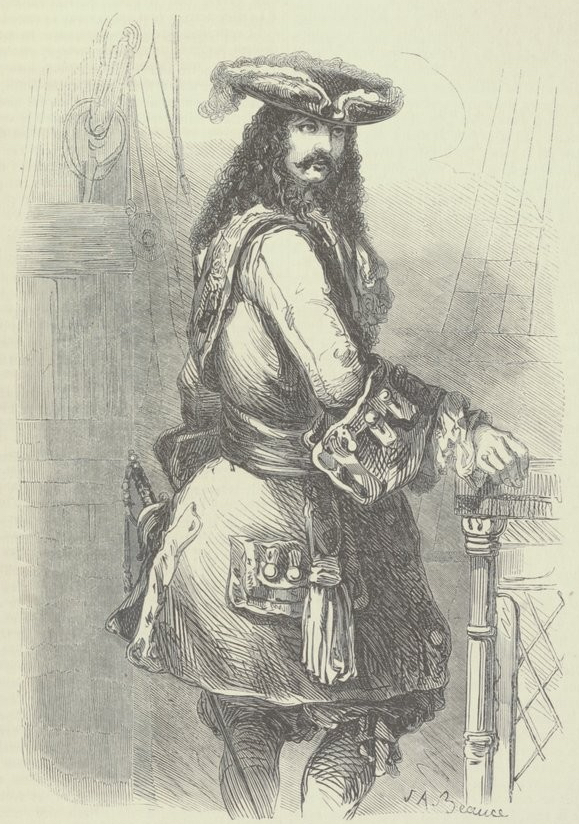
Jean Gabaret („le Grand Gabaret“)

Jean Gabaret, später Jean de Gabaret, Seigneur de Angoulins, auch Le Grand Gabaret genannt, (* 5. Juni 1631 in Saint-Martin-de-Ré, Frankreich; † 31. März 1697 in Rochefort, Frankreich) war ein französischer Marineoffizier des 17. Jahrhunderts. Er stammte aus der Seemannsfamilie Gabaret und trat schon in jungen Jahren der französischen Marine bei, in der er schnell Karriere machte. Zu Beginn des Holländischen Krieges war er bereits capitaine de vaisseau (Kapitän zur See) und beendete den Konflikt mit dem Rang eines Chef d’escadre (Konteradmiral), ein Rang, den auch sein Vater vor ihm erreicht hatte. Zu Beginn des Pfälzischen Erbfolgekrieges wurde er zum Lieutenant-général (Vizeadmiral) ernannt. Zuletzt amtierte als Kommandeur der Marine in Rochefort.

## Biographie

### Ursprünge: Die Familie Gabaret, eine Familie von Marineoffizieren
Die familiären Ursprünge der Familie Gabaret liegen vermutlich auf der Insel Ré. Laut dem Abt Devert stammen die Gabarets von den Vicomtes de Gabarret de Gabardan ab, einer Adelsfamilie, die ursprünglich aus der Region Landes stammte und dort seit dem 11. Jahrhundert ansässig war. Diese Gabaret du Lauragais verarmten während der Kriege des 13. bis 15. Jahrhunderts und begannen ab diesem Zeitpunkt, Schiffe auszurüsten. Um 1550 hatte sich ein Zweig auf der Île de Ré, ein anderer auf der Île d’Oléron niedergelassen.
Jean Gabarets Vater, Mathurin Gabaret (1600–1671, der Jüngere), wurde um das Jahr 1600 herum wahrscheinlich in Saint-Martin-de-Ré geboren, gehörte also zum Zweig von der Île de Ré. Über seine Eltern ist wenig bekannt. Für Abt Devert und René Carbonnet war er der älteste Sohn von Mathurin Gabaret (dem Älteren), einem bürgerlichen katholischen Kaufmann und Reeder. So war er 1630 Eigentümer der Bark Gabrielle, die von La Rochelle nach Irland aufbrach. Nachdem er den Rang eines Chef d’escadre erreicht hatte, wurde er 1655 von Ludwig XIV. geadelt. Er heiratete Marie Regnier. Aus dieser Verbindung wurde 1631 Jean geboren. Aus seiner erneuten Ehe mit Marie Banon gingen zwei weitere Söhne hervor: Nicolas de Gabaret (1641–1712), später Gouverneur von Martinique, und Mathurin (der Dritte des Namens), getauft am 4. Januar 1644.

### Karriere in der königlichen Marine
Jean Gabaret trat im Alter von 16 Jahren der französischen Marine bei und begann unter dem Kommando seines Vaters auf einem Kriegsschiff zu dienen. Am 26. März 1653 wurde er im für die damalige Zeit jungen Alter von 22 Jahren zum Capitaine de Vaisseau ernannt.
In der Folge erhielt er die folgenden Kommandos: 1666 war er Kapitän der Saint-Philippe, im folgenden Jahr der La Vierge und 1670 der Charente. 1672, zu Beginn des Holländischen Krieges, erhielt er das Kommando über die Foudroyant. An Bord dieses Schiffes zeichnete er sich in der Seeschlacht in der Solebay am 7. Juni 1672 und in der ersten Seeschlacht von Schooneveld am 7. Juni 1673 aus. Während dieser letzten Schlacht wurde er von Valbelle beschuldigt, nicht an der Eroberung der Deventer, eines niederländischen Schiffes, beteiligt zu haben. Vor dem Kriegsgerichts wurde er allerdings freigesprochen. Marineminister Seignelay schrieb später: „Er hat alles getan, was man von ihm erwarten konnte, und er war der Einzige, der ein feindliches Schiff enterte. Dadurch hat er sich bei den Engländern großes Ansehen erworben, und ich glaube, er verdient eine Belohnung.“ Dies wurde später auch so durchgeführt. Am 16. Dezember 1673 wurde er zum Chef d’escadre (Geschwaderführer) der Normandie ernannt. Am 3. Januar 1674 erhielt er vom König gleichzeitig mit Preuilly d’Humières, Châteaurenault und Valbelle eine Pension von 2000 Livres. Vorher nahm er auf der Aquilon noch an der Zweiten Seeschlacht von Schooneveld und an der Seeschlacht vor Texel teil. Gabaret war somit Teilnehmer an allen Seeschlachten des Englisch-Niederländischen Krieges der Teil des Holländischen Krieges war.
Später in 1674 patrouillierte er im Ärmelkanal und 1675 befehligte er die Marine in Rochefort als Commandant de la Marine.
1676 nahm er unter dem Befehl von Abraham Duquesne am Mittelmeerfeldzug teil und war als Flaggoffizier auf der Sans Pareil eingesetzt. In dieser Funktion diente er am 8. Januar 1676 während der Seeschlacht bei Stromboli. Als Kommandeur der Nachhut nahm er am 22. April auf demselben Schiff an der Seeschlacht bei Augusta teil und anschließend am 2. Juni auf der Lys auch noch an der Seeschlacht vor Palermo.
Von 1677 bis 1682, nach den Friedensschlüssen von Nimwegen und Saint-Germain, führte Gabaret mehrere Einsätze zum Schutz von Handelsschiffen im Mittelmeer und Westindien durch. 1677 befehligte er die Vorhut des Geschwaders des Grafen d'Estrée wiederum in Westindien. Am 27. Februar drang er in der Schlacht von Tobago unter Beschuss der Batterien und Kanonen niederländischer Kriegsschiffe in den Hafen von Tobago ein. Ein weiterer Angriff auf die Insel erfolgte im folgenden Jahr. Er kehrte nach Europa zurück und war Mitte 1683 Teil des Geschwaders unter Preuilly d'Humières, das in die Ostsee und nach Dänemark geschickt wurde. Nachdem die Flotte aus dreizehn Schiffen Brest im Juni 1683 verlassen hatte, erreichte sie im Juli den Hafen von Kopenhagen. Der Befehl lautete, dem dänischen König zu Hilfe zu kommen und zu verhindern, dass sich niederländische Schiffe mit der Flotte Schwedens vereinigten und schwedische Truppen in Deutschland landeten. Anschließend kehrte das Geschwader nach Brest zurück.
1681 kommandierte Gabaret erneut die Marineeinheiten in Rochefort, weiterhin auch noch von 1682 bis 1686 und 1688. Im Jahr 1684 erwarb er das Hôtel de Clerjotte in Saint-Martin-de-Ré. Er blieb nur kurze Zeit Eigentümer, da das Hotel von Intendant Bégon beschlagnahmt wurde, um als Arsenal für die neue Festung zu dienen, zu der Saint-Martin-de-Ré ausgebaut wurde. Heute beherbergt das Gebäude das Musée Ernest Cognacq.

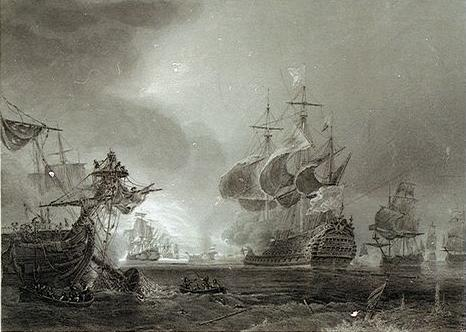
Schlacht am Kap Bévésiers bzw. am Beachy Head, 10. Juli 1690. Kupferstich von Théodore Gudin.

Während des Pfälzischen Erbfolgekrieges erhielt er seinen Spitznamen „Grand Gabaret“. 1689 führte er an Bord der Saint Michel die Vorhut der Flotte unter dem Befehl des Marquis de Châteaurenault an. Die Befehle dieser Flotte bestanden darin, Truppen in Irland zu landen, um den abgesetzten katholischen König Jakob II. von England zu unterstützen. Die französische Flotte traf in der Bantry Bay auf die englische Flotte unter Admiral Herbert und es kam am 11. Mai zur Schlacht, in der Gabaret die Vorhut führte. Die Schlacht endete in einem Unentschieden.
Am 1. November desselben Jahres wurde Jean Gabaret zum Lieutenant-général ernannt. Am 10. Juli 1690 nahm er auf der L’Intrépide im weiß-blauen Geschwader an der Seeschlacht von Beachy Head (englisch: Battle of Beachy Head, französisch: Bataille du Cap Béveziers) teil.
1692 war Gabaret als einer von vier Marineoffizieren bei Beratungen zugegen, die Ludwig XIV. mit dem englischen König Wilhelm III. während dessen Frankreichbesuchs führte. Am Mittwoch, dem 13. Februar 1692, schrieb der Marquis de Dangeau, ein berühmter Memoirenschreiber der damaligen Zeit:
„Um vier Uhr beriet der König mit dem König von England, Herrn de Pontchartrain, Herrn de Tourville, dem Ritter von Château-Renaud, d'Amfreville und Gabaret darüber, was unsere Flotte in diesem Jahr unternehmen sollte.“
Zwei Jahre später, am 29. Mai 1692, kommandierte er auf der Orgueilleux das sog. „Blaue Geschwader“ unter dem Oberbefehl von Tourville in der Seeschlacht von Barfleur. Ebenfalls unter Tourville nahm Gabaret dann am 28. Juni 1693 an der Seeschlacht bei Lagos teil, bei der er erneut die Nachhut führte. Obwohl die Schlacht in einem herausragenden Sieg für die Franzosen endete, schien Tourville mit dem Einsatz Gabarets nicht zufrieden gewesen zu sein – eventuell, weil ein Teil des anglo-niederländischen Konvois aus Smyrna letztlich entkommen konnte. Gabaret wurde in der Folge jedenfalls nicht mehr mit Seekommandos betraut, sondern nahm seinen Posten als Kommandeur der Marine in Rochefort wieder auf. Er starb am 28. März 1697 und wurde in der Pfarrkirche von Angoulins begraben.

## Auszeichnung
Als der Orden 1693 gegründet wurde, war er Ritter des Königlichen und Militärischen Ordens von Saint-Louis und wurde 1696 zum Kommandeur des Ordens ernannt.